# 博古
博古（1907年6月24日—1946年4月8日），本名秦邦宪，字则民，「博古」为化名。江苏无锡人，生于浙江杭州。中国共产党早期主要领导人之一。早年参加学生运动，后留学苏联莫斯科中山大学，精通俄语与政治理论，为“二十八个半布尔什维克”之一。第一次国共内战期间，在共产国际的支持下临时受命担任中共中央政治局书记负总责。由于中央红军在他的领导下连遭重大损失，他在遵义会议上退出中共领导集体。他代表中共参与和平解决西安事变，并与中国国民党会谈合作，积极促成抗日民族统一战线。他创建领导了《新华日报》《解放日报》和新华社，是中共新闻事业的奠基人之一。1946年4月8日，因飞机失事在山西遇难。
中共对其评价为：中国共产党早期领导人之一、中国共产党新闻事业卓越的开拓者和奠基人之一。博古是无产阶级革命家、理论家、宣传家和社会活动家。领导创办了《解放日报》。曾任中共中央总负责、红军总政治部代理主任，推行过王明的“左”倾错误路线，后期翻译了大量的马列著作，对全党普及和提高马列主义理论水平起了重要作用。

## 生平

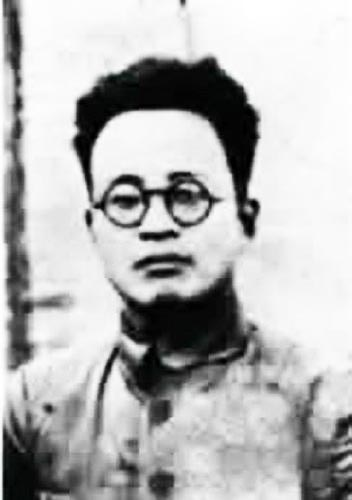
1946年的博古

### 早年生涯
博古本名秦邦宪，乳名长林，原籍无锡城内中市桥巷。无锡秦家是当地的望族，秦邦宪这一支属于“西关秦”，始祖秦金被称为“九转三朝太保，两京五部尚书”，开创了无锡寄畅园，秦邦宪是秦金的第十五代孙、北宋词人秦观的第三十二代孙:3-4。博古之父秦肇煌是清末举人，曾任长兴县统捐局局长:4，在杭州做生意时，秦邦宪出生:8。
秦邦宪的父亲因肺病去世，秦邦宪、秦邦礼、秦邦范三兄妹和母亲朱氏相依为命:5。早年丧父和幼年艰苦的环境，使得少年的秦邦宪沉默寡言、显得早熟。朱氏认为孩子教育关乎前途，送秦邦宪在离家不远的秦氏公学中学习，因此校是秦氏家族所办，秦家子弟无需交学费。朱氏为培养孩子，决定将他送入正规小学读书，七岁时的秦邦宪进入无锡第一国民初等小学（今崇安寺小学），后转入无锡的江苏省立第三师范附属小学（今无锡师范附小）:9。
1921年，秦邦宪试图考入荣巷公益工商中学商科，以赚钱贴补家用，但未被录取。后来考取江苏省立第二工业学校（“苏州工专”）学习，接触大量新思想，并加入由严朴与安剑平等人创建的“孤星社”:10。1924年1月，无锡在外埠读书的学子组成“锡社”，孤星社与之合并，秦邦宪担任苏州委员会负责人:11。1925年上海发生五卅惨案，当时身为苏州学联负责人的秦邦宪闻讯后，率先在苏州工专举行办了校学生声讨大会，并且率20多所学校的3000多名学生上街举行游行示威:16-17。因全身心参加学生运动，秦邦宪劳累成疾，最终只能肄业苏州工专:26。
1925年9月，他考入上海大学社会学系（一说英语系:3），师从系主任瞿秋白，并旁听恽代英等老师讲授马列主义理论课:28。不久，秦邦宪于同年11月，经顾谷宜推荐、高尔柏介绍，加入中国共产党:29。当时正值第一次国共合作，上海大学中共党组织决定让秦邦宪赴中国国民党上海特别市党部从事国共合作工作:29。

### 参加革命
1926年10月，由中国国民党上海特别市党部推荐、经中国共产党批准，秦邦宪赴莫斯科中山大学学习:31:3。在苏联留学时，按照当局要求，秦邦宪取了俄文名字，中文音译为“博古诺夫”。此后，秦邦宪使用“博古”作为化名。
莫斯科中山大学是中苏关系发展、孙中山与苏联建立联盟的产物，有很鲜明的政治色彩，学校一切工作又是在苏共中央领导下进行，所以中苏两国各自的激烈的政治斗争，都在中山大学有敏锐的反映。列宁逝世后，苏联党内出现斯大林与托洛茨基、布哈林的冲突，缺乏政治斗争经验的中国留学生也不可避免卷入政治斗争:46。1927年，莫斯科中山大学校长卡爾·拉狄克被解职，副校长米夫还在中国，所以教务长阿古尔代理校长，主持学校工作；这和支部书记谢德尼可夫产生冲突，支持两派的学生也被被称之为“教务派”和“支部派”:47。由于俄语出色，博古被指派担任向忠发率领的中国代表团翻译，躲避了中山大学内部派系矛盾冲突:48；也因此結識代表团成员刘群先:49，两人随后相恋，并于1928年5月在苏联结婚:50。
1928年初，中山大学少共支部局一些人对学校支部局工作不满。校支部局以无视党的领导为名，给他们扣上了“先锋主义”帽子，并重新改组少共支部。当时博古因没有直接参与学校斗争，加上群众关系很好，得到人的拥护，被举荐为少共支部书记:58。当时苏联内部的两派斗争在1928年夏達到高峰，因此召开了十天会议，讨论学校支部局的工作，当时苏共区委书记芬可夫斯基压阵支持学校支部局:60，虽然遭到多数学生反对，但在博古等少数派支持下，仍然通过表决，支持学校支部局工作。会后，因拥护支部局的一派骄傲起来，反对派起名绰号“二十八个半布尔什维克”:62。
1929年下半年，博古以优越的成绩考取了中国问题研究院研究生，同时还担任校内工人班政治常识教员，党的指导员及教务处翻译:62。同年底，中山大学开始大规模的“清党运动”:63，这一运动将很多中国留学生牵扯进入苏联党内矛盾:64。心灰意冷的博古因此申请回国，并于1930年5月，借道法国，乘轮船回国，抵达上海后，他担任全国总工会宣传干事，从事地下工作:70。

### 上海地下党工作
回国后的博古，在上海与王明、王稼祥、何子述等老同学相逢，并讨论当时时局:71。当时由李立三、向忠发领导的中共中央，崇尚以暴力夺权为主的指导思维，在中共三大上被共产国际纠正:73。博古、王明因此联名向中央写信反对李立三政策，在共产国际的支持下，王明当选为中央政治局常委、博古担任团中央宣传部长:79。1931年3月，中国共产主义青年团中央委员会书记温裕成因贪污而被撤职，次月博古调任此职位:84。
4月下旬，顾顺章、向忠发相继被捕，上海地下党系统被破壞:84；9月初，周恩来、王明来到博古住所，告诉博古由周恩来去中央苏区担任书记、王明担任共产国际中国代表团团长，改由博古主持中央工作，博古临危受命。之后决定成立中共临时中央，不设总书记、由博古负总责。中共临时中央政治局由博古、张闻天、卢福坦、李竹生、康生、陈云、黄平、刘少奇、王云程等九人组成；博古、张闻天、卢福坦为常委:85。同年10月18日，陈绍禹、周恩来相继离开上海，24岁的博古担任中共临时中央总负责人，其领导的中共临时中央政治局，接受共产国际驻上海的代表直接指导，并继续贯彻执行四中全会方针:87。
当时恰逢日本发动九一八事变，中国的政治形势发生了深刻的变化，如何科学地估计这一形势，制定正确方针政策是中国共产党人面臨的重要任务。但博古率领的中共临时中央，却不能独立地正确地认识并处理这些问题，仍然继续忠实地贯彻执行共产国际的指示:94。同年12月18日，中共临时中央召开常委会，博古作了发言、起草修改了《中央关于争取革命在一省或数省首先胜利的决议》，于1932年1月9日下发，使得中共临时中央贯彻执行共产国际左倾错误:95，包括打击地主士绅等中间派、照抄苏联经验、强调城市起义、错误逮捕或批评党员（宁都会议）:96。

### 进入苏区与反围剿战役
1932年12月，上海地下党再次遭到破坏。政治局常委卢福坦等被捕变节，致使张闻天、陈云等险些被捕:99。博古在请示共产国际后，决定整体迁移中央首脑机关进入江西中央苏区:100。次年1月，迁到中央苏区瑞金，时任福建省委代理书记的罗明接待博古，当博古问到临时中央的指示时，罗明表示没有传达到基层，招致博古的忌恨:104。博古考虑到迁入后的中央机构繁冗，于是决心合并成立新的中共中央局，由博古担任总负责人:105。当时恰逢国民政府准备第四次围剿战争，蒋介石亲自挂帅进攻:109，博古同时召开中共中央局，主张坚守阵地:110。这一主张遭到了罗明的上书反对，认为民众没有实力抵御长期的阵地战、应当继续游击战，且直言中央局的决议“空洞说教”:110-111。博古读后勃然大怒，并起草《中央局关于闽粤赣省委的决定》，指责罗明为主的“机会主义”（罗明主义），并随后开展反罗明路线运动:115，大量基层和前线干部被牵连撤职，包括张鼎丞、刘晓、邓小平、毛泽覃、谢维俊、古柏等人均被牵连:117-118。然而在前线的吃紧，使得没有军事经验的博古只能仰赖朱德、周恩来的前线将领，并最终获得胜利:120-121。
因为前四次反围剿战役的胜利，使得博古等人头脑发热，并认为决战的时机已经来临:4。1933年秋，共产国际派来顾问李德支援中央苏区，基于对共产国际的全心信任，博古放手让他参与军事决策:4；然而参与过欧洲战场的李德却不了解中国战场的特点，遂与周恩来等人无法合作:132。同年冬，福建发生以十九路军为骨干的李济深、陈铭枢、陈公培、蒋光鼐的“福建事变”:134，本当抵御日军进犯的十九路军被蒋介石派去镇压红军，招致部队愤怒，遂成立中华共和国，并与红军将领彭德怀、朱德密切联系:135。蒋介石遂率中央军抵达福建镇压，当时本用于第五次围剿战役的部队抽调福建，红军部分将领彭德怀建议出兵支援福建。然而当时博古、李德则认为蔡廷锴等人不可信，遂颁布《福建事变与我们的任务》拒绝支援，因此坐失良机:135。
中国共产党第六届中央委员会第五次全体会议于1934年1月15日─18日在江西瑞金召开。博古当选为中共中央总书记。

### 长征与陕北

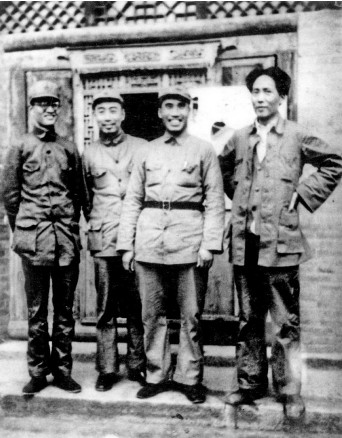
1937年，毛泽东、朱德、周恩来、博古在延安

福建事变被平定后，蒋介石重新整理部队，對红军發動第五次圍剿戰爭，由何鍵、陈济棠、顾祝同、蒋鼎文率四路军一百万合围，逐步縮小包圍圈。而李德则主张部队在广昌与国军决战，导致红军损失惨重，前线将领彭德怀与李德发生尖锐对抗，张闻天也激烈反对博古的军事策略，核心领导的冲突已经公开化:144。1934年5月，博古在瑞金召开中共中央书记处会议，讨论后续战略方针，并确定将主力撤离中央苏区:147，期间他與周恩來、共产国际軍事顧問李德組成三人團主持軍事決策，因博古等人过于听从李德的指挥，意图与红二、红六军团汇合:154，却在冲破第四道防线时，使红军在湘江战役中大败，损失三万部队:156，促使中央红军领导人在12月11日湖南西边县溪镇恭城书院召开紧急会议，会议赞同毛泽东建议，决定部队前往国军防范薄弱的贵州:157-158；然而红军将领对于长征的目标并不清楚，行军中的将领们决定攻占遵义后确定:160。
1935年1月，博古主持遵义会议，会议上博古率先作报告，检讨第五次反围剿战役的军事指挥错误，但主要是客观条件的困难。周恩来随后做副报告，称是军事领导战略战术错误，并主动承担责任。紧接着张闻天作反对中央单纯防御军事路线的报告；随后毛泽东作长篇发言，指出导致第五次反围剿战役失利和大转移严重损失的原因是军事上的单纯防御路线，表现为进攻时的冒险主义、防御时的保守主义和突围时的逃跑主义。随即王稼祥、朱德、刘少奇纷纷赞同:163。会议召开三日，博古尽管没有完全想通，但基于党性原则，服从大多数意见。最终遵义会议决定取消三人团，由朱德和周恩来为军事指挥者，增选毛泽东政治局常委；博古因此失去中共实际领导权:164-165:4。2月5日，红军进抵贵州毕节林口镇鸡鸣三省村，在这里召开政治局会议，张闻天取代博古担任中共中央总书记。同日下午在威信县水田寨花房子村，博古交出中央委员会的印章、中央政治局书记处的印章与中央书记的条形章、装有中央文件的挑夫担子，交于周恩来再转交给张闻天。作为权力的过渡交接，博古仍任政治局常委:165。此时的中央书记处的张闻天、毛泽东、周恩来、秦邦宪和王稼祥决定派遣代表赴苏联向共产国际汇报中共中央领导人的变更，2月7日张闻天通知潘汉年与陈云赴莫斯科，俩人分开走，2月9日陈云脱离长征红军出发，2月10日潘汉年也出发。1935年9月中旬，潘汉年与陈云向中共驻共产国际代表王明汇报了遵义会议情况。1935年10月20日，共产国际批准张闻天为中共中央临时总负责人。
博古为人廉正持平，当时三渡赤水中，中层军官对大规模迂回作战不满，林彪因此写信给张闻天，要求撤下毛泽东，换上彭德怀。博古从中做工作，将事情平息下去:169。8月，中央红军与张国焘红四方面军较量时，毛泽东与张国焘处处相争时，博古始终站在毛泽东一边:180；9月初，双方的争议已经不可调和时，博古还救出险些死于内斗的叶剑英:169。10月，中央红军到达陕北吴起镇之后，博古兼任中华苏维埃共和国中央政府西北办事处主席:189；他与林伯渠合作，一同治理地区的盐运、赋税问题:193。他还领导党务委员会的董必武、张云逸、李维汉、王首道、郭洪涛五人小组解决当地肃反问题:189，释放刘志丹、习仲勋、高岗、马文瑞等一百余人:196。

### 抗日战争期间

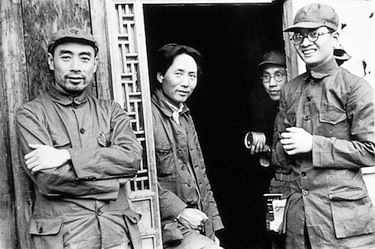
1937年，毛泽东、周恩来和博古（右一）在延安

1936年西安事变爆发后，中共中央在会议后派出代表团，由博古、周恩来、叶剑英三人作为中共代表赶赴西安，三人做出分工：周恩来负责上層统战和群众工作、博古负责党内工作、叶剑英参加西北联军参谋团工作:211:4。期间博古引导西安地下党工作、成立陕西省委:212；并创建“红中社西安分社”宣传舆论，由李一氓负责。红中社不久改名“新中华社”，简称“新华社”，即现在新华通讯社的前身:211。事件和平解决后，博古在中央政治局会议上作《西安事变的经过与结束的报告》。
1937年2月24日，博古出任中共中央组织部部长:218。

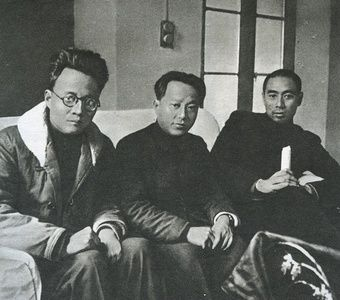
1938年，博古、王明和周恩来在武汉

西安事变和平解决后，为实现第二次国共合作，1937年6月，周恩来、博古、林伯渠赶赴上海、庐山，代表中国共产党和中国国民党直接谈判，期间博古起草《共赴国难宣言》（《中共中央為公佈國共合作宣言》）、负责对外联络、统一路线和长江中下游地区党建任务:223。之后被中共中央派赴南京参与国共合作的谈判，并取得成功，期间，建立了抗日民族统一战线。博古担任中共驻南京代表，参与组织恢复重建了南方13省的中共党组织:239，组建了新四军:244，营救了被中国国民党方面拘押的大批中共党员和革命群众:237。1937年12月任长江局委员兼组织部长。
1938年1月11日，博古在武汉创办了《新华日报》，这也是中国共产党第一张向全国公开发行的报纸，它也是中国共产党在南方的舆论阵地前线:265。1939年1月，因为抗日局面的恶化，博古改任南方局常委兼组织部长。1939年7月，因周恩来在延安骑马手部骨折，送去苏联疗养。同年8月27日至1940年5月31日，博古任南方局代理书记，负责南方国统区的地下党工作:297。1940年11月，由于国共双方摩擦加剧，中共中央开始陆续迁回南方局，博古此时返回延安:346；此时，博古与张越霞结婚:351。
在南京、重庆时，国民政府对《新华日报》的阻拦、恐惧和憎恶留给了博古很深的印象，皖南事变爆发后他希望能够在延安创办一份日报“以便于毫无保留地将我党主张传播到全国全世界”:355。1941年，中共中央决定将延安《新中华报》与《今日新闻》合并，出版《解放日报》:355，为中共中央机关报，博古任中共中央党报委员会主任兼《解放日报》社长:359。1941年5月16日《解放日报》创刊，毛泽东撰写发刊词，头条新闻由博古执笔。1941年11月，由于新华通讯社社长向仲华调动，改由博古兼任:377。之后他在各大战略区相继建立了总分社，使新华社的组织和业务建设得到发展:380。1944年9月，新华社发布英文文字广播，使得中国共产党声音首次直接传播至海外:381,385。他在任时，修复被破坏的广播发射机、提高通讯技术事业，使得新华社能够收录美联社、合众社、路透社、塔斯社的电讯，加快中共及时了解国际形势:383。

### 抗战结束及遇难
1941年5月，毛泽东发表报告《改造我们的学习》，从而揭开了为期数年的延安整风:407，由于遭到了王明的反对，整风运动逐渐扩大:409。1943年，整风运动达到高潮，博古作为“教条主义”代表，首当其冲、成为被批评的对象:412-415。1945年，中共七大召开后，其兼任的理论性职位和宣传阵地都被迫交出:423，也未进入中共七大产生的政治局，中共七大選出的44名中共中央委員中，博古和王明排名最后两位，博古儿子后来回忆道，当年父亲难以承受压力曾想寻死。
抗日战争结束后，1946年2月，博古担任政协宪法草案小组委员会中共委员，在重庆参与修改宪法草案:429；由于国共双方存在重大分歧，王若飞、博古必须回延安汇报请示:439。同年4月8日，王若飞、博古等中共代表，与叶挺、邓发等一起乘坐美军观察组的C-46运输飞机返回延安:440，飞机因迷航在山西兴县黑茶山遇雾撞山:442，史称“四八空难”。空难发生后，中共中央决定将遗体从黑茶山运往岚县机场，再转运延安:440，当地民众知道此事后，灵柩过处，群众跪伏道上，拦路吊祭，扶棺痛哭，深致哀悼:445-446。4月17日，中共中央晋绥分局在岚县机场举行了隆重的公祭:447。4月18日，由晋绥边区公安总局局长谭政文等人护送，飞机载着遗体抵达延安，当夜中共中央委员轮流坚持守灵:450。
对于此次“四八空难”的失事原因。中共方面对此次空难一直抱有怀疑，派晋绥公安总局顾逸之前往调查。顾逸之在调查处理后，上报书面报告中，既明确了飞机是因云雾浓重、低空飞行导致撞山起火，也排除了人为爆炸的可疑迹象；也提出了对飞行迷失方向和仪表问题等疑点。当时正值国共和谈时期，只能对外宣称是一起意外事故。周恩来后来说，座机失事是因为国民党特务做了手脚。2003年，《档案时空》发表了《叶挺将军座机失事真相揭秘》一文，称时任军统中美合作所特工队长的杜吉堂临终前陈述，当年他受军统组织策划了此次空难。博古之子秦铁、叶挺之子叶正大、王若飞的儿子王兴、邓发的儿子邓北生等人分头核查这篇报道的最原始出处，但都找不到，又通过各种渠道询问，答案都是根本没有“杜吉堂”这个人。秦铁认为这篇文章漏洞百出：其一，国共会谈期间，双方行动都是透明的，博古等人离开重庆，报纸都有公开报道，国民党一些官员还到重庆机场送行，所以所谓国民党特务刺探到了这一条情报，是无稽之谈。其二，驾驶这架C-47的是美国“飞虎队”的飞行员，国民党特务不会有胆量连美国人也一起害。秦铁认为“四八空难”还是场意外。

## 纪念

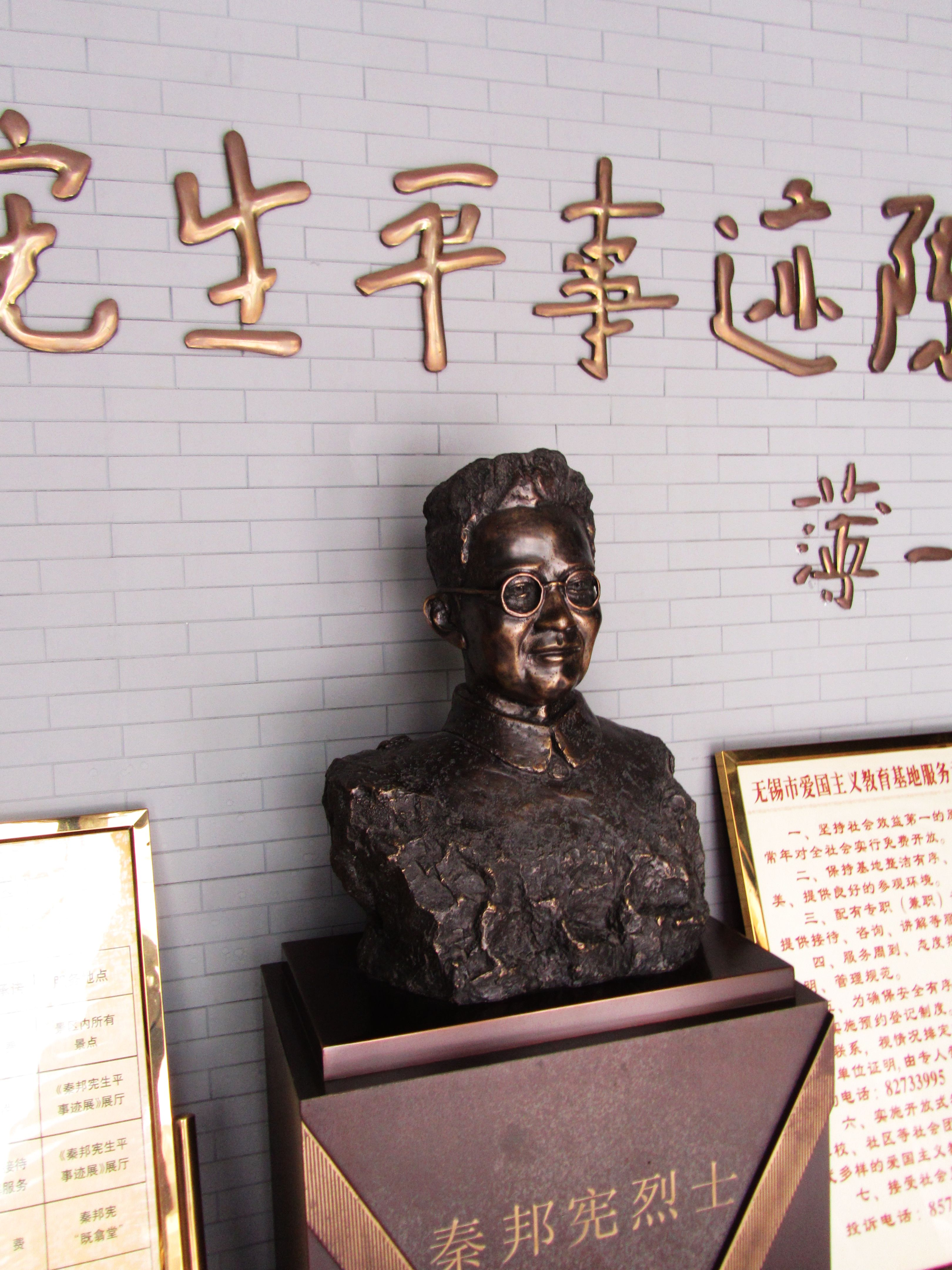
秦邦宪雕塑

1946年4月15日，中共中央在延安党校大礼堂举行干部大会，悼念被难烈士，大会推选毛泽东、朱德、刘少奇、任弼时、康生、彭德怀、林伯渠、贺龙、习仲勋、徐向前、蔡畅15人为主席团成员，林伯渠主持悼念活动。博古夫人张越霞、邓发夫人陈慧清、黄齐生孙女黄晓芬等烈士遗属参加了悼念活动。19日，延安各界将举行公祭追悼大会和遗体安放仪式，烈士墓地选择在延安城郊王家坪北侧、清凉山下的飞机场旁，修建烈士陵园；延安《解放日报》编辑悼念“四八”被难烈士专刊:456。
空难后，位于重庆各报纷纷刊登新华社的电讯，报道了王若飞等人空难的消息。重庆《新华日报》刊登中国共产党代表团周恩来、董必武、吴玉章、陆定一、邓颖超联合具名的《讣告》，正式向社会各界报告王若飞等遇难的消息。一时间，重庆中共代表团驻地轮流招待应接不暇的吊唁者。4月19日上午9时，重庆各界追悼王若飞、博古、叶挺、邓发诸先生大会在重庆青年馆举行，大会由李公朴主持，张澜主祭:453。
|                                                   | 秦公博古，南方之强，守正不阿，寡默深藏，为民请命，锐不可挡，言室满室，言堂满堂。 |
| ——郭沫若于4月19日重庆中华路青年馆追悼会致悼文:453 |                                                                                  |

1957年，中共中央从党费中拨出100多万元，将延安东关机场的陵园迁至王家坪。1970年，王家坪因建造延安革命纪念馆，四八烈士陵园再迁至李家村。陵园北靠大山，面对延河。主体建筑为六层石阶陵墓台，排列27位烈士墓碑，最上层为王若飞、博古、叶挺、项英、邓发、张浩、关向应、郑耀南墓碑。1992年，又建纪念塔祭:459。

## 评价
对于博古（秦邦宪）的评价，因评价者所处的利害关系，往往有不同定论。中国共产党主流史学中，认为他作为中共中央的领导人，因对第四次反围剿战役、第五次反围剿战役中的失败承担领导责任，特别是对共产国际的指使完全服从，使得中共党建和红军遭受重大损失。在延安整风运动中，博古也致歉道：“给党造成这么大损失，我就是再艰苦工作，再做多少工作都弥补不了这个损失。”“各种恶果我是最主要负责人，这里没有‘之一’，而是最主要的负责人。”他的检讨非常深刻，得到与会者的谅解和赞许。党内主流对于他在遵义会议后的贡献，包括国共和谈、新闻机构等贡献则持肯定。中共报业，包括《解放日报》的同事们对博古始终尊敬，没有因为他犯过政治错误而产生厌恶的情绪。博古之子秦铁则表示“历史给他安排的是一个犯错误的角色”，认为他24岁刚从苏联回国，在国共内战中最险恶的局面中承担中共中央领导工作，是不可避免地会犯错误。
从个人性格和做事上，对于博古的评价基本持正。1936年，到达陕北的记者斯诺曾经在《西行漫记》等书中评价道，“在我所见到的中共领导人物中，博古是一位较为风度翩翩，妙趣横生的人物”，“他也是最年轻的政治局委员。他身材略高于一般人，瘦骨磷响，名符其实地瘦得像根钢丝”。“他蓄短发，头顶活像一把硬刷子”。“他反应极快，和周恩来一样思想敏捷，甚至在机灵方面比周恩来更胜一筹”。“他爱打网球，也爱打扑克”:201。博古遇难后，朱德每逢他的忌日，均招呼博古孩子到中南海吃饭。党内一些干部也私下称赞他“是好人，很有学问”“为人很正直，从来不搞什么阴谋诡计，光明磊落，而且能上能下，服从党的需要”。

## 著作
《博古文选・年谱》1997年当代中国出版社。
- 《博古文选》收1925-1944年的59篇文稿。
- 《博古年谱》是1907-1946年的年谱。

## 家庭

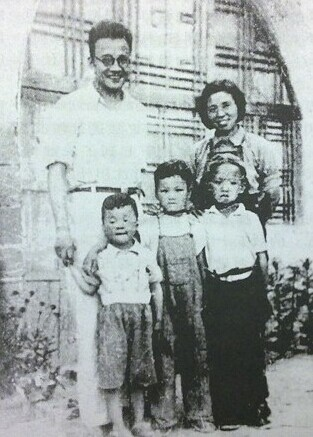
博古、张越霞与孩子秦铁、秦新华、秦钢（自左至右）在延安合影。

1927年，博古在苏联认识中国代表团成员刘群先 （1907年9月30日-1942） ，两人于1928年5月在苏联结婚，有两子两女，刘群先在苏联失踪。后娶张越霞，生秦铁。博古因壮年遇难，加上早年卷入政治斗争，其家人在之后的文化大革命中，均被卷入批斗迫害。
- 胞弟： 秦邦礼（1908-1969），又名杨琳、杨廉安，中国共产党早期特勤人员，香港华润集团创办人。

- 大女儿：秦摩亚，北京师范大学教师。
- 二女儿[47]：秦新华，曾任中华人民共和国卫生部科技司副司长[46]，嫁李铁映（曾任全国人大常委会副委员长）[46]。
- 三女儿[47]：秦吉玛，出生于俄罗斯莫斯科，曾在中华人民共和国交通部研究所任职，后从全国人大法律委员会退休[46]。
- 大儿子[47]：秦钢，也作“秦刚”[48]，早年夭折[46]。
- 二儿子[47]：秦钢（也作“秦刚”[48]，和大儿子同名，1936年12月－2010年7月29日），曾任海南建设开发总公司总经理[46]。
- 三儿子[47]：秦铁（1940年－2012年9月18日），1964年入青岛潜艇指挥学院学习，文化大革命时受到冲击。后来在天津远洋公司任职，担任船长[46]。

## 外部連結
- 维基共享资源上的相關多媒體資源：博古

| 中国共产党职务 | 中国共产党职务                                                                           | 中国共产党职务 |
| -------------- | ---------------------------------------------------------------------------------------- | -------------- |
| 前任： 向忠发  | 中國共產黨中央委員會總書記 1934年－1935年 （1931年－1934年为中共中央临时政治局总负责人） | 繼任： 张闻天  |